# Carl Einstein
Carl Einstein (Neuwied, Imperio alemán, 26 de abril de 1885 - Lestelle-Bétharram, Francia, 5 de julio de 1940) fue un influyente escritor, historiador de arte, crítico y anarquista alemán, una de las figuras más importantes en la historia del movimiento vanguardista.
Se le estima por ser uno de los primeros críticos en valorar el desarrollo del cubismo, así como por su trabajo sobre arte africano y su influencia sobre el vanguardismo europeo. Einstein fue amigo y colega de figuras tales como George Grosz, Georges Braque, Pablo Picasso y Daniel-Henry Kahnweiler. Su obra combina discurso político y estético, tratando tanto el desarrollo del arte moderno como la situación política en Europa.
La implicación de Einstein en la vida social y política se caracterizó por simpatías hacia el comunismo y puntos de vista anarquistas. Siendo objetivo de la derecha alemana durante el período de entreguerras de la República de Weimar, Einstein abandonó Alemania, dirigiéndose a Francia, en 1928, un lustro antes del ascenso de Adolf Hitler y su Partido Nazi. Posteriormente, durante los años 1930, tomó parte en la guerra civil española al lado de los anarcosindicalistas contrarios a Francisco Franco.
Atrapado en el sur de Francia tras la derrota francesa contra la Alemania nazi, Einstein se suicidó saltando desde un puente el 5 de julio de 1940.

## Actividad artística

Retrato de Carl Einstein por Anita Rée (a. 1921)

El papel de Carl Einstein como crítico de arte fue influyente en su tiempo. En particular, introdujo en Occidente el arte africano, acontecimiento de importancia fundamental en el desarrollo de las vanguardias artísticas. Hombre de amplitud de miras y cultura, sus intereses no se limitaron a las artes plásticas, sino que se hicieron extensivos a la literatura, la poesía, el teatro, el cine, el periodismo, las ciencias sociales y la acción política. 
Einstein estuvo vinculado desde joven a los círculos artísticos más avanzados, como el dadaísmo, movimiento con el que más comúnmente se le relaciona. Participó en el movimiento expresionista alemán y colaboró en diversas revistas de vanguardia: Die Aktion, donde descubrió a Picasso y fue el primero en entender al cubismo como un movimiento por sí mismo, Querschnitt, de Alfred Flechtheim, y Kunstblatt, de Paul Westheim. Él mismo fundó las revistas dadaístas Die Pleite y Der Blutige Ernst (con George Grosz). En 1911 publicó la novela Bebuquin oder die Dilettanten des Wunders (Bebuquin o los diletantes del milagro). 
En su obra ensayística destacan publicaciones como Negerplastik (La escultura negra, 1914), una monografía sobre arte africano (que, según Einstein, constituye la base de la estética moderna) y Die Kunst des XX Jahrhunderts (El arte del siglo XX, 1926), una historia del arte moderno desde el impresionismo hasta el surrealismo en el que Einstein aborda temas como la percepción del espacio, la representación de la imaginación y la alucinación (o «transvisualidad»).
En 1928, Einstein se instaló en Francia. En 1932 fundó y dirigió, junto con Georges Bataille y Michel Leiris, la revista Documents. En 1935 coescribió con el director Jean Renoir la película Toni, según el crítico André Bazin la primera película neorrealista de la historia del cine, que trata del amor y muerte de un obrero español en la Provenza.

## Actividad política
Hay que saber por fin dónde se acaban las palabras.
Carl Einstein, carta a Picasso, 6 de enero de 1939, París

Einstein se alista en el Partido comunista de Alemania (KPD) después de la fallida Revolución de 1919, en la que mueren Karl Liebknecht y Rosa Luxemburgo. Durante los años 1920 se acentúan su carácter antiburgués y sus consideraciones radicales sobre la sociedad guillermina, que aparecen en sus escarceos con el dadaísmo berlinés con George Grosz, entre otros.

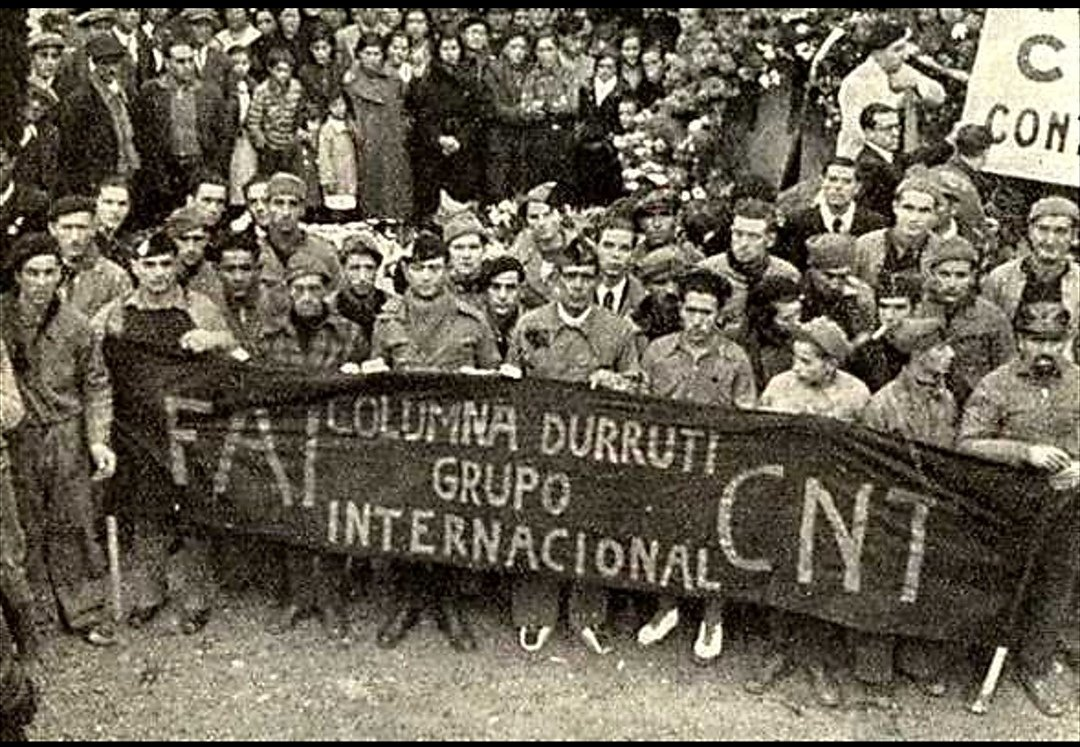
Grupo Internacional de la Columna Durruti en el entierro de Durruti (Barcelona, 23 de noviembre de 1936)

Anarquista militante, cuando se produjo el levantamiento militar contra la República en España, Carl Einstein, con más de 50 años de edad y siendo un intelectual, no dudó en ir a España y alistarse en el Grupo Internacional de la Columna Durruti, del que fue portavoz. Fue herido en combate. En noviembre de 1936, hizo en Barcelona el homenaje póstumo en el funeral de Buenaventura Durruti.
Después de la victoria de los militares franquistas, Einstein se dedicó a ayudar a los refugiados anarquistas, por fidelidad y solidaridad hacia sus compañeros milicianos, de los que le hablaba a Picasso poco antes del fin de la Guerra civil española:

No se puede Ud. imaginar lo feliz que estoy por haber luchado junto a sus compatriotas. [...] Créame, en cada momento daría con gusto mi vida y todo por su país, no es literatura. Pero no soportaría ver a mis compañeros en una mala postura. Pero eso no llegará. Franco será vencido y España cumplirá tras la victoria un papel extraordinario. Los españoles han llevado a cabo durante la guerra misma progresos extraordinarios. No más analfabetos, los soldados y los obreros entienden las cosas políticas y otras muchas cosas mejor que los monos intelectuales afuera.
Carl Einstein, carta a Picasso, 6 de enero de 1939, París

Estando en Francia, el gobierno de este país (la Francia de Vichy) lo internó en un campo de refugiados por venir exiliado desde España y por su origen judío. Ante el acoso de las tropas nazis, Einstein escapa del campo, suicidándose para evitar caer prisionero en manos de los fascistas, el 5 de julio de 1940.

## Obras

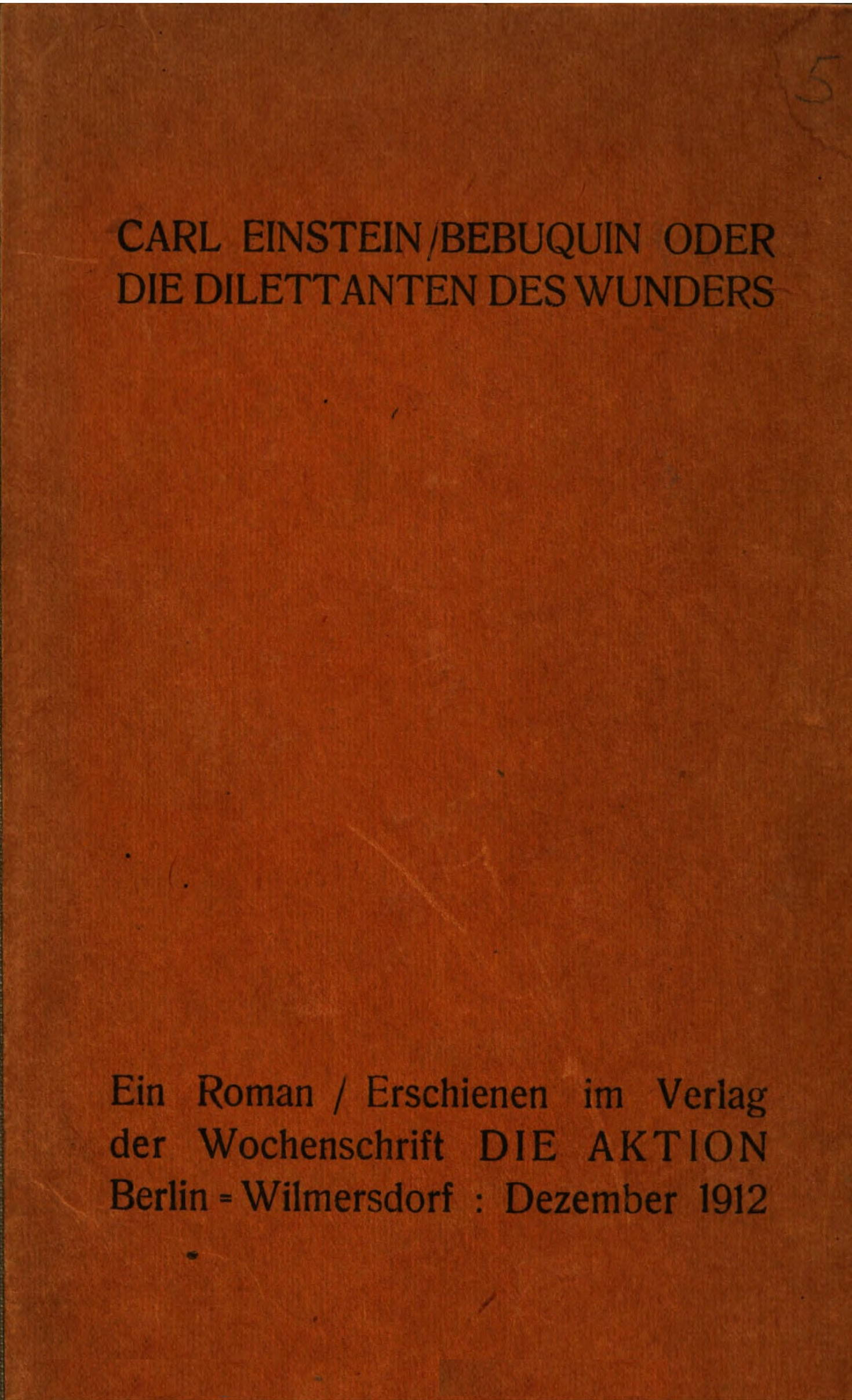
Portada de la 1.ª edición de Bebuquin o los diletantes del milagro (1912)

### En castellano (selección)
- La escultura negra y otros escritos (Editorial Gustavo Gili, Barcelona, 2002)
- La columna Durruti y otros artículos y entrevistas de la guerra civil española (Sd Edicions, Barcelona, 2006)
- El arte como revuelta. Escritos sobre las vanguardias (Lampreave y Millán, Madrid, 2008)
- Correspondencia Carl Einstein/Daniel-Henry Kahnweiler (Ediciones de La Central/Museo de Arte Reina Sofía, Barcelona, 2008)
- Bebuquin o los diletantes del milagro (Antonio Machado libros, traducción de Juan Andrés García, Madrid, 2011)